# ۲۳ اوت
۲۳ اوت در تقویم گرگوری، دویست و سی و پنجمین (در سال‌های کبیسه دویست و سی و ششمین) روز سال است. ۱۳۰ روز تا پایان سال باقی است.

## رویدادها
- ۶۸۶ - تولدشارل مارتل، دوک فرانک‌ها.
- ۱۵۱۴ نبرد چالدران بین سپاه صفوی به فرماندهی شاه اسماعیل اول و سپاه عثمانی به فرماندهی سلطان سلیم اول
- ۱۹۰۸ - تولد آرتور آدامف (به انگلیسی: Arthur Adamov) ‏ (۱۹۰۸-۱۹۷۰) نمایشنامه‌نویس ارمنی
- ۱۹۴۱ آغاز نبرد کیف
- روز جهانی تجارت برده و الغای آن

## زادروزها
سجاد اسحق زاده مصادف با روز پزشک در تقویم شمسی
- ۱۹۳۲ – جورج فن متر، دوچرخه‌سوار اهل ایالات متحده آمریکا (د. ۲۰۰۷)

- ۱۹۷۰ - ریور فینیکس هنرپیشه آمریکایی
- ۱۹۷۸ ـ کوبی برایانت بازیکن بسکتبال آمریکایی
- ١٩۶١ - الکساندر دسپلا آهنگساز و رهبر ارکستر
- ۱۹۹۰ – آندری کورشکوف، رزمی‌کار اهل روسیه

## مرگ‌ها
- ۱۳۰۵ - ویلیام والاس شوالیه و ملاک اسکاتلندی (زاده ۱۲۷۲)